# Кучук (село)
Кучук — село в Шелаболихинском районе Алтайского края, Россия. Административный центр Кучукского сельсовета.

## История
В 1902 году из Кулундинской волости была выделена в самостоятельную административную единицу Обская (Юдихинская) волость с центром в селе Юдиха. В неё были включены населенные пункты: Батурово, Быково, Верх-Кучук, Ильинка, Киприно, Кучук, деревня Макарова, Омутская, Селезнёво, сёла Шелаболиха и Юдиха. Когда в январе 1910 года на картах появилась Сибирская волость, к ней добавились Батурово, Боровиково, Иня, Кучук и Новообинцево, а центром стало село Шелаболиха.
В журнале Присутствия Томского губернского управления крестьянского отделения в записи от 30 октября 1909 г. среди прочих селений упоминается селение Кучук: «Селения Ини и Обвинцева Малышевской волости, Шелаболиха, Батурова и Кучук Обской волости 5-го крестьянского участка и селения Ново-Обвинцево и Боровикова Шаховской волости 1-го крестьянского участка, имеющих 2619 муж. и 2785 жен. душ и находящихся вдали от своих волостных правлений, обратились с ходатайством об образовании из них особой волости под названием „Сибирской“, с назначением местопребывания волостного правления в селе Шелаболихинском».

## География
Село расположено на берегах реки Кучук, левого притока реки Обь.
Уличная сеть
В селе 12 улиц.
Расстояние до
- районного центра Шелаболиха 10 км.
- краевого центра Барнаул 86 км.

Ближайшие населенные пункты
Сибирка 2 км, Батурово 4 км, Ильинка 10 км, Луговое 10 км, Новосёловка 15 км, Иня 15 км, Новообинцево 15 км, Омутское 17 км.

## Население
| 1997  | 1998  | 1999  | 2000  | 2001  | 2002  | 2003  |
| ----- | ----- | ----- | ----- | ----- | ----- | ----- |
| 1325  | ↘1278 | ↘1247 | ↘1220 | ↗1229 | ↘1162 | ↘1154 |
| 2004  | 2005  | 2006  | 2007  | 2008  | 2009  | 2010  |
| ↘1144 | ↗1153 | ↘1100 | ↗1152 | ↘1105 | ↘1032 | ↘986  |
| 2011  | 2012  | 2013  |       |       |       |       |
| ↘985  | ↗987  | ↗994  |       |       |       |       |

## Известные люди
В селе родились Герой Советского Союза (1944) Поликарп Михайлович Михайлов, и Герой Социалистического труда Кутьков Петр Савельевич.

## Инфраструктура
Жители села содержат скот, птицу, пасеки. Торговлю продуктами питания и розничными товарами осуществляет Шелаболихинское районное потребительское общество, оно же ведет заготовительно-перерабатывающую деятельность.
Транспорт
В село Кучук ведёт автодорога Н-5907. Основная региональная дорога — Барнаул—Камень-на-Оби—Новосибирск.